# Hans-Peter Geh
Hans-Peter Geh (* 11. Februar 1934 in Frankfurt am Main; † 21. September 2023 in Bad Homburg) war ein deutscher Bibliothekar und Direktor der Württembergischen Landesbibliothek.

## Leben
Hans-Peter Geh studierte Geschichte, Anglistik und Politische Wissenschaften in Frankfurt am Main und Bristol. 1963 schloss er das Studium mit dem Staatsexamen ab und wurde im gleichen Jahr mit einer Dissertation zur spätmittelalterlichen Geschichte Englands zum Doktor der Philosophie promoviert. Anschließend absolvierte er das Bibliotheksreferendariat an der Universitätsbibliothek Frankfurt. Bis 1969 blieb er nach der Ausbildung an der Frankfurter Bibliothek als Leiter der Benutzungsabteilung. Gleichzeitig war er Studienleiter der Frankfurter Bibliotheksschule. 1968 organisierte er die Generalkonferenz der International Federation of Library Associations and Institutions (IFLA) in Frankfurt.
Am 1. Januar 1970 wurde er als Nachfolger von Wilhelm Hoffmann Direktor der Württembergischen Landesbibliothek in Stuttgart. Hier organisierte er den Einzug in das gerade fertiggestellte neu errichtete Gebäude. Geh führte verschiedene organisatorische Neuerungen ein und modernisierte die Bibliothek auch technisch. Wichtig waren ihm daneben die Pflege und der Ausbau der Altbestände. Spektakuläre Erwerbungen in diesem Bereich waren die Ersteigerung einer Gutenberg-Bibel 1978 und der Kauf der Handschriften und Inkunabeln der Fürstlich Fürstenbergischen Hofbibliothek Donaueschingen 1993/94.
Geh engagierte sich daneben in zahlreichen nationalen und internationalen bibliothekarischen und anderen Gremien und Vereinigungen. Besonders aktiv war er in der IFLA, deren Präsident er von 1985 bis 1991 war. Im Anschluss daran war Geh bis 1995 Präsident der European Foundations for Library Cooperation (EFLC). Zu seinen internationalen Aktivitäten zählte auch die Mitarbeit am UNESCO-Projekt der Errichtung einer neuen „Bibliotheca Alexandrina“ ganz in der Nähe der berühmten antiken Bibliothek. Die moderne Bibliothek wurde 2002 eröffnet.
Hans-Peter Geh lebte in Stuttgart und starb am 21. September 2023.

## Ehrungen
Hans-Peter Geh wurde 1989 mit dem Verdienstkreuz am Bande und 1998 mit dem Verdienstkreuz Erster Klasse der Bundesrepublik ausgezeichnet. 2003 erhielt er vom Land Baden-Württemberg eine Ehrenprofessur.

## Schriften (Auswahl)
- Insulare Politik in England vor den Tudors. Matthiesen, Lübeck 1964 (= Historische Studien, Bd. 392).
- Law Libraries in the Federal Republic of Germany. Their Education and Prospects. In: International Journal  of Law Libraries, Bd. 3 (1975), S. 115–134.
- Die IFLA in Vergangenheit und Gegenwart. In: Zeitschrift für Bibliothekswesen und Bibliographie, Bd. 30 (1983), S. 93–101.
- Nachruf. Wilhelm Hoffmann 1901–1986. In: Zeitschrift für Bibliothekswesen und Bibliographie, Bd. 33 (1986), S. 316–318.
- „Die berühmtesten und rarsten Bücher anzukaufen“ – vom Erwerb einer Gutenberg-Bibel für die Württembergische Landesbibliothek. In: Bibliotheek. Wetenschap en cultur. Opstellen aangeboden aan mr W. R. H. Koops bij sijn afscheid als bibliothecaris der Rijksuniversiteit te Groningen. Groningen 1990, S. 262–272.
- Die Württembergische Landesbibliothek in Kooperation mit der Universitätsbibliothek Stuttgart. Das Stuttgarter Modell. In: Ortrun Landmann (Hrsg.): Die Landesbibliotheken an der Schwelle zum nächsten Jahrtausend. Symposion am 9. und 10. September in der Sächsischen Landesbibliothek Dresden. Sächsische Landesbibliothek, Dresden 1993, S. 57–64.
- Der Erwerb der Handschriftensammlung der Fürstlich-Fürstenbergischen Hofbibliothek Donaueschingen. In: Gert Kaiser (Hrsg.): Bücher für die Wissenschaft. Bibliotheken zwischen Tradition und Fortschritt. Festschrift für Günter Gattermann zum 65. Geburtstag, München 1994, ISBN 3-598-11205-X, S. 283–291 (doi:10.1515/9783111502687.283).
- Preserving the Written Intellectual and Cultural Heritage: An Obsolete Task of Libraries? (Sixth Annual C. Walter and Gerda B. Mortenson Distinguished Lexture, 28. September 1995), Urbana-Champain 1995.
- Eine Großbibliothek entsteht. Die Bibliotheca Alexandrina – ein Augenzeugenbericht. In: Edith Stumpf-Fischer (Hrsg.): Der wohlinformierte Mensch – Eine Utopie. Festschrift für Magda Strebel zum 65. Geburtstag, Graz 1997, ISBN 3-201-01669-1, S. 148–154.
- Die wiedererstandene Bibliotheca Alexandrina. In: Barbara Schneider-Kempf (Hrsg.): Wissenschaft und Kultur in Bibliotheken, Museen und Archiven: Klaus-Dieter Lehmann zum 65. Geburtstag. Saur, München 2005, S. 295–304, ISBN 3-598-11729-9.